# Jean-Joseph Taillasson
Jean-Joseph Taillasson né le 6 juillet 1745 à Blaye près de Bordeaux et mort le 11 novembre 1809 à Paris est un peintre, illustrateur et critique d'art français.

## Biographie

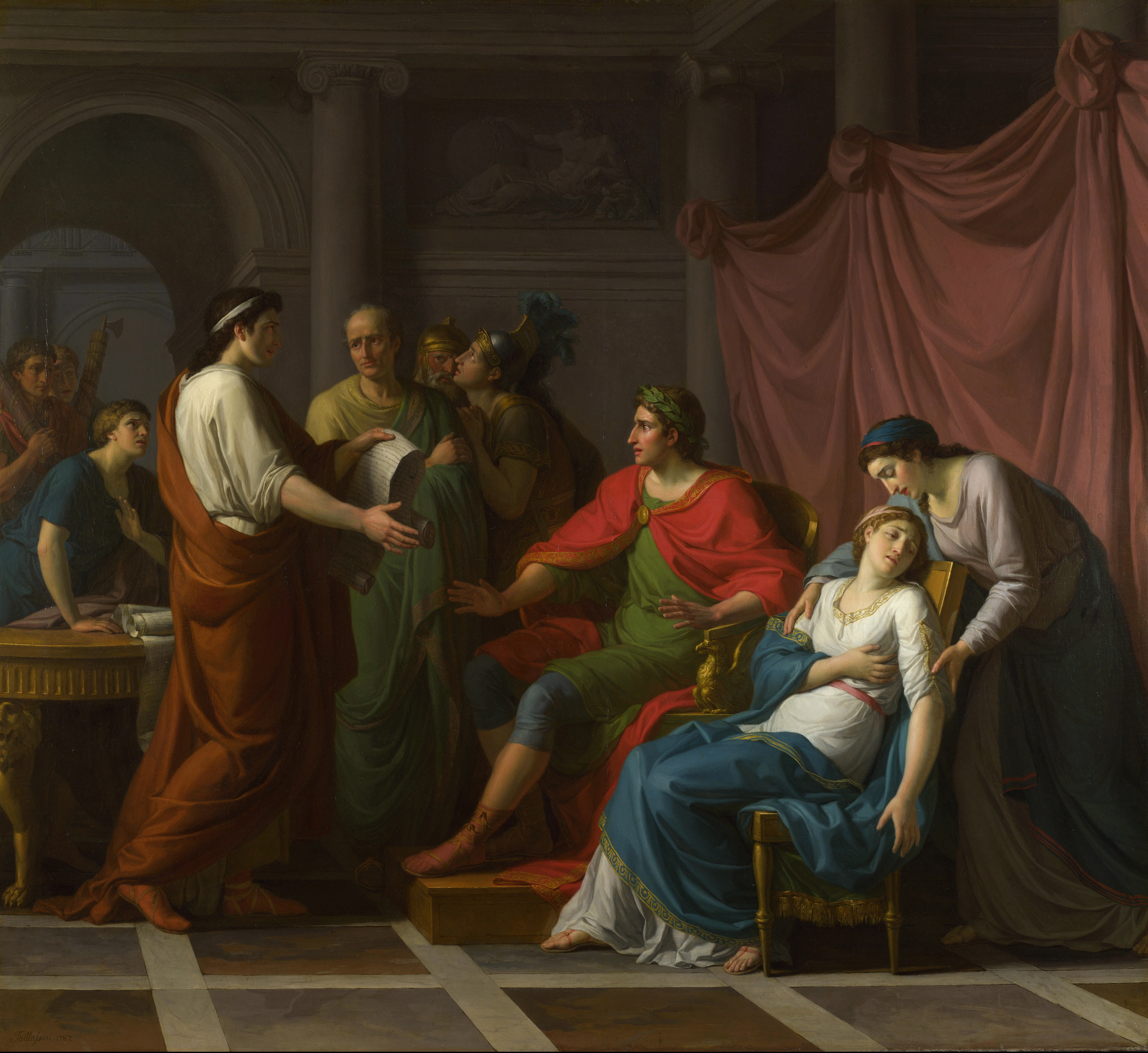
Virgile lisant l’Énéide à Auguste et Octavia, Londres, National Gallery.

Jean-Joseph Taillasson est le fils de Jean-Joseph Taillasson et de Jeanne Sermansan.
Avec Pierre Lacour, il s'installe à Paris pour poursuivre sa formation et entre dans l'atelier Joseph-Marie Vien. Il reçoit le troisième prix de Rome en 1769, Lacour le deuxième, le lauréat étant Joseph Barthélemy Lebouteux (né en 1742), sur le sujet Achille dépose le cadavre d'Hector aux pieds de celui de Patrocle. Vers 1773, il part  pour Rome à ses frais et obtient son agrément de l'Académie des arts de Bordeaux, en 1774.
À son retour en France, il se fait agréer par l'Académie royale de peinture et de sculpture de Paris en présentant le tableau Naissance de Louis XIII (musée national du château de Pau). Il est admis comme académicien le 27 mars 1784 et offre le tableau Ulysse et Néoptolène enlevant à Philoctète les flèches d'Hercule, exposé au Salon de 1785. L'œuvre est conservée au musée des Beaux-Arts de Bordeaux.
Parallèlement à la peinture, il cultive les lettres avec ses Observations sur quelques grands peintres (1807). Il a aussi écrit quelques poésies.
En sa qualité de membre de l'Académie royale de peinture et de sculpture, l'artiste était logé au Louvre. Après la Révolution il eut la jouissance d'un logement au « musée des Artistes » à la Sorbonne  où il mourut le 11 novembre 1809, à l'âge de soixante-quatre ans. Le service des obsèques eut lieu le lendemain 12 novembre en l'église Saint-Étienne-du-Mont, sa paroisse.

## Publications
- Observations sur quelques grands peintres dans lesquelles on cherche à fixer les caractères distinctifs de leurs talents, avec un précis de leur vie, Paris, Imprimerie Duminil-Lesueur, 1807[6].

## Collections publiques
Canada

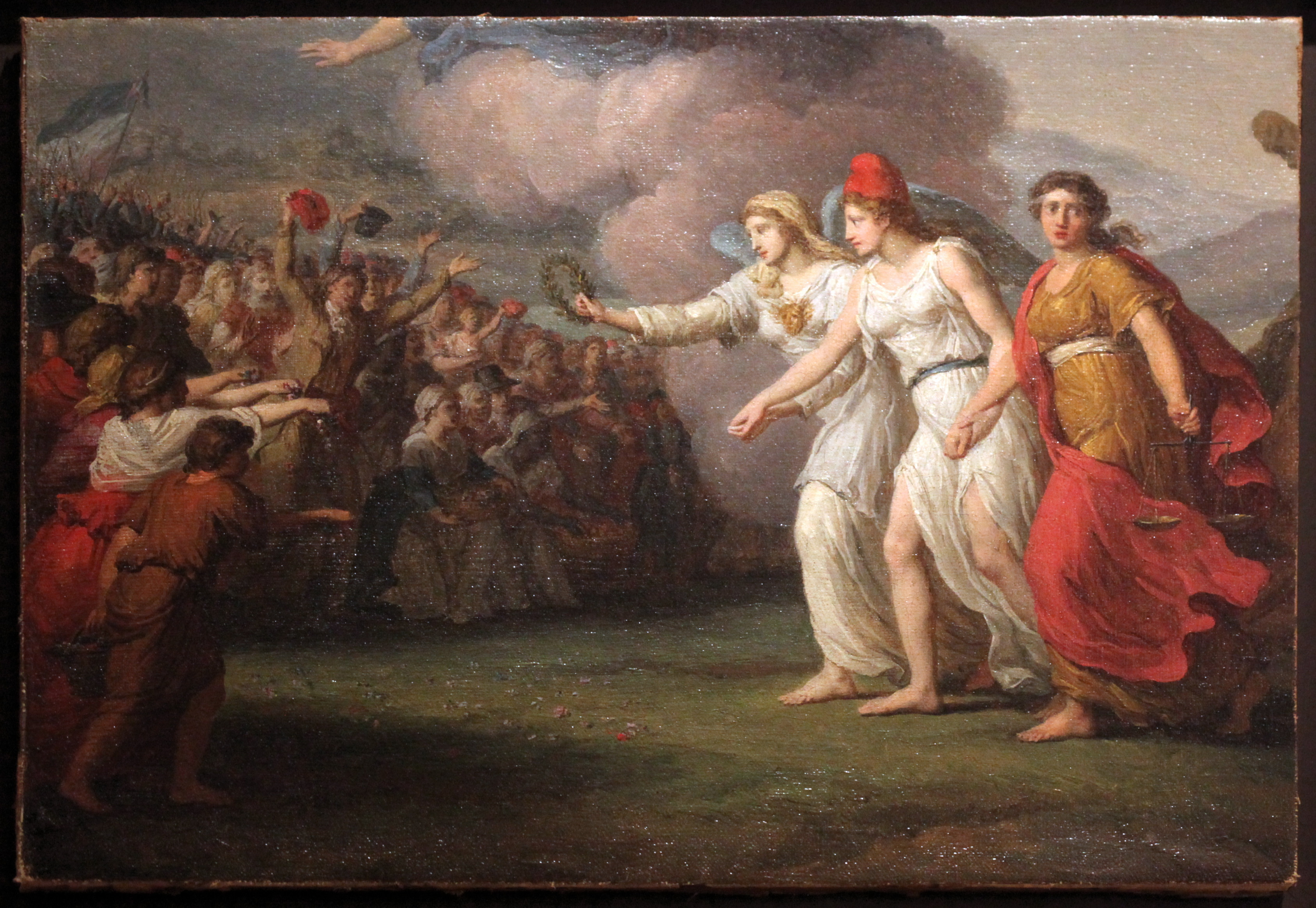
La Liberté ramenant aux peuples la Justice et la Vertu (1794), Vizille, musée de la Révolution française.

- Montréal, Musée des beaux-arts : La Madeleine au désert.

France
- Bordeaux, musée des Beaux-Arts :
  - Le Tombeau d'Élysée, morceau de réception à l'Académie de Bordeaux en 1774 ;
  - Études d'expression, vers 1774, achat en 2009 ;
  - Ulysse et Néoptolème enlevant à Philoctète les flèches d'Hercule, 1784, dépôt du musée du Louvre en 1989 ;
  - Berger assis, 1785, achat en 2015 ;
  - La Suppliante (tête d'expression), vers 1783-1785, legs du professeur Robert Coustet en 2019 ;
  - Léandre et Héro, 1798, dépôt du musée du Louvre en 1989.
- Brest, musée des Beaux-Arts[7] :
  - Sapho se précipitant à la mer, 1791, huile sur toile, 225 × 190 cm ;
  - Cassandre et Olympias (1799), huile sur toile, 157 × 197 cm.
- Lisieux, cathédrale Saint-Pierre, chapelle Sainte-Anne : Délivrance de Saint-Pierre, 1770.
- Montauban, musée Ingres-Bourdelle : Timoléon à qui les Syracusiens amènent des étrangers.
- Paris, musée du Louvre :
  - Autoportrait[8] ;
  - Jeune Homme, vêtu d'une robe, levant les bras ;
  - Pauline, femme de Sénèque, rappelée à la vie ;
  - Un vieillard, assis, lisant ;
  - Vieillard drapé, debout, vu de dos.
- Paris, Beaux-arts de Paris : 
  - Étude pour Timoléon visité par des étrangers, pierre noire sur papier beige. H. 0,414 ; L? 0,557 m[9]. Ce dessin est préparatoire à la toile conservée au musée des Beaux-Arts de Tours[10].
- Pau, Château de Pau : La Naissance de Louis XIII.
- Toulouse, musée des Augustins : La Nymphe surprise.
- Tours, musée des Beaux-Arts : Timoléon à qui les Syracusiens amènent des étrangers.
- Versailles, château de Versailles : Claude-Louis, comte de Saint-Germain (1707-1778).

### Dessins
- Étude pour Timoléon visité par des étrangers, pierre noire sur papier beige, traits incisés, H. 0,414 ; L. 0,557 m[11]. Paris, Beaux-Arts de Paris[12]. Les personnages drapés figurent en frise, Timoléon est assis sur une estrade à droite, des étrangers et des Syracusains l'entourent. La main pointée du général rappelle l'art de Poussin et de David, notamment dans La Mort de Germanicus et La Mort de Socrate.